# 金寄水
金寄水（1916年—1987年），宗室頤年、頤年，愛新覺羅氏，清朝皇室、睿親王後裔。文學家。
早年擔任睿親王家祭主祭，后因伯父宗室中銓、父宗室中銘揮霍家産而家貧。宗室中銓去世后，因其父宗室中銘早逝，依律當襲睿親王，但其拒絕滿洲國溥儀邀請襲爵，以及滿洲國與日軍的誘惑，而堅持在北京生活。著有《王府生活实录》、《司棋》、《小桃园》、《如是觀閣詩詞吟草》等。